# Manthos Katsoulīs
Manthos Katsoulīs (in greco Μάνθος Κατσούλης?; Kavala, 20 luglio 1956) è un ex cestista greco.

## Carriera
Con la Grecia ha disputato tre edizioni dei Campionati europei (1979, 1981, 1983).

## Palmarès
- Campionato greco: 2

Aris Salonicco: 1988-89, 1989-90
- Coppa di Grecia: 3

PAOK Salonicco: 1984
Aris Salonicco: 1988-89, 1989-90